# Március 11.
Március 11. az év 70. (szökőévben 71.) napja a Gergely-naptár szerint. Az évből még 295 nap van hátra.
Névnapok: Szilárd + Aladár, Bendegúz, Bejke, Borbolya, Borostyán, Bors, Borsa, Borsika, Eutim, Kadicsa, Kadocsa, Kadosa, Kaducsa, Konstantin, Konstantina, Riza, Szofron, Szofrónia, Tera, Teréz, Tereza, Teréza, Terézia, Teri, Terka, Tessza, Tímea, Ulrik

## Események

### Politikai események
- 1810 – I. Napóleon francia császár képviselői útján Bécsben (per procurationem) feleségül veszi I. Ferenc osztrák császár leányát, Mária Ludovika főhercegnőt (aki Mária Lujza néven lesz a franciák császárnéja).
- 1849 – Bem tábornok Segesvárról indított ellentámadással legyőzi Puchner császári csapatait, és elfoglalja Nagyszebent.
- 1900 – Brazil csapatok megdöntik Luis Gálvez Rodríguez de Arias hatalmát Acréban (lásd még: Acrei Köztársaság, acrei háború).
- 1941 – Franklin Delano Roosevelt amerikai elnök aláírja a kölcsönbérleti törvényt, mely lehetővé teszi, hogy az USA fegyvereket szállítson szövetségeseinek.
- 1966 – Államcsíny Indonéziában, Sukarno elnöktől a Suharto tábornok vezette hadsereg átveszi a hatalmat. Ezzel veszi kezdetét a polgárháború és az 1998-ig tartó Suharto-diktatúra.
- 1970 – Agrárreform Peruban.
- 1983 – Ausztráliában Bob Hawke alakít kormányt.
- 1985 – Mihail Gorbacsovot választják meg a Szovjetunió Kommunista Pártjának főtitkárává.
- 1989 – a BBC rádióban beolvassák a Román Kommunista Párt hat korábbi vezető személyiségének Nicolae Ceausescu elnökhöz intézett nyílt levelét.
- 2004 – Az Al-Káida iszlám terrorszervezet 191 halálos áldozatot követelő robbantásos merényletsorozata Madridban, a helyiérdekű vasúti hálózat vonatain.
- 2014 – A Krími Köztársaság deklarálja függetlenségét Ukrajnától
- 2020 – A WHO világjárványnak minősítette a Covid19 fertőzést.

### Kulturális események

#### Zenei események
- 1997 – Paul McCartney-t, a Beatles volt tagját lovaggá üti II. Erzsébet brit királynő.

### Sportesemények
Formula–1
- 1990 –  amerikai nagydíj, Phoenix - Győztes: Ayrton Senna  (McLaren Honda)

### Egyéb események
- 2011 – A Richter-skála szerinti 9,0-es erősségű földrengés rázta meg Japán keleti partvidékét, amely Szendai városához közel, helyi idő szerint 14 óra 46, közép-európai idő szerint 6 óra 46 perckor következett be. A rengést cunami követte.
- 2023 – 19 autó kiégésével járó tömegbaleset az M1-es autópályán

## Születések
- 1544 – Torquato Tasso itáliai barokk költő († 1595)
- 1811 – Urbain Le Verrier francia matematikus, az égi mechanika specialistája († 1877)
- 1818 – Henri Étienne Sainte-Claire Deville francia kémikus († 1881)
- 1822 – Joseph Bertrand francia matematikus († 1900)
- 1823 – Pákh Albert ügyvéd, az MTA levelező, valamint a Kisfaludy Társaság rendes tagja, a Vasárnapi Ujság alapítója († 1867)
- 1842 – Eötvös Károly magyar újságíró, szerkesztő († 1916)
- 1887 – Raoul Walsh amerikai filmrendező, az AMPAS művészeti akadémia alapító tagja († 1980)
- 1893 – Szondi Lipót magyar származású svájci pszichiáter, a sorsanalízis és a Szondi-teszt megalkotója († 1986)
- 1897 – Alvinczy Imre magyar ügyvéd, politikus, országgyűlési képviselő († 1971)
- 1902
  - Kőszegi Margit romániai magyar színésznő, énekesnő († 1988)
  - Szögi Géza magyar ügyvéd, országgyűlési képviselő, nyilaskeresztes politikus, államtitkár († 1952)
- 1906 – Bánhidi László magyar színész („Matula bácsi”) († 1984)
- 1921 – Astor Piazzolla argentin zeneszerző, zenekarvezető, harmonikás († 1992)
- 1926 – Ralph Abernathy amerikai lelkész, polgárjogi harcos, Martin Luther King munkatársa, utódja († 1990)
- 1927 – Dempsey Wilson amerikai autóversenyző († 1974)
- 1930
  - Sándor Iván József Attila- és Kossuth-díjas magyar író, esszéista
  - Troy Ruttman amerikai autóversenyző († 1997)
- 1932 – Tarbay Ede József Attila-díjas magyar dramaturg, író, műfordító, költő, egyetemi oktató. (Varjúdombi mesék) († 2019)
- 1933 – Sandra Milo olasz színésznő († 2024)
- 1943
  - Arturo Merzario olasz autóversenyző
  - Lukáts Andor Kossuth-díjas magyar színész, rendező, színházigazgató († 2025)
- 1943 – Angelique Pettyjohn, sz. Dorothy Lee Perrins amerikai filmszínésznő (Star Trek) († 1992)
- 1947 – Vörös Eszter magyar színésznő
- 1948 – Dominique Sanda francia színésznő
- 1950
  - Bobby McFerrin amerikai dzsesszénekes, karmester
  - Katia Labèque francia zongoraművésznő, Marielle Labèque nővére
- 1951 – Palotás Dezső erdélyi magyar költő, író, grafikus († 1999)
- 1952 – Douglas Adams angol író, költő († 2001)
- 1953
  - Bölöni László erdélyi magyar nemzetiségű román válogatott labdarúgó, edző
  - Derek Daly ír autóversenyző
- 1955 – Nina Hagen (er. Catharina Hagen) német (NDK) popénekesnő
- 1956 – Kertész Éva magyar manöken, modell, fotómodell
- 1957 – Kászem Szolejmáni iráni tábornok († 2020)
- 1959 – Nina Hartley (sz. Marie Louise Hartman) amerikai pornószínésznő
- 1969 – Tarjányi Péter magyar biztonságpolitikai szakértő, rendőr
- 1974 – Turi Géza magyar labdarúgó
- 1975
  - Tényi Anett magyar színésznő, humorista
  - Vass György Jászai Mari-díjas magyar színész
- 1979
  - Joel Madden amerikai zenész, a Good Charlotte énekese
  - Benji Madden amerikai zenész, a Good Charlotte gitárosa
  - Száraz Dénes magyar színész
  - Josh Cartu kanadai származású Ferrari pilóta és üzletember
- 1980 – Ozsgyáni Mihály magyar színész
- 1981 – Matthias Schweighöfer, német színész, rendező
- 1984 – Justin Spring amerikai tornász
- 1987
  - Lakatos Máté magyar színész
  - Ngonidzashe Makusha zimbabwei atléta
  - Christian Linke a német Panik zenekar egykori basszusgitárosa, André Linke öccse
- 1988 – Fábio Coentrão portugál labdarúgó
- 1989 – Anton Yelchin amerikai színész († 2016)
- 1990 – Reiley McClendon amerikai színész
- 1993 – Anthony Davis amerikai olimpiai bajnok kosárlabdázó
- 1994 – Andrew Robertson, a Liverpool BL-győztes labdarúgója

## Halálozások
- 222 – Elagabalus, eredeti nevén Varius Avitus Bassianus római császár.
- 1817 – Aranka György tudományszervező, költő, író (* 1737)
- 1839 – Gorove László magyar író, az MTA tagja (* 1780)
- 1883 – Alekszandr Mihajlovics Gorcsakov herceg, orosz cári diplomata, külügyminiszter (* 1798)
- 1888 – Friedrich Wilhelm Raiffeisen német társadalmi reformer, az első falusi hitelszövetkezet alapítója (* 1818)
- 1899 – Than Mór magyar festőművész (* 1828)
- 1908 – Edmondo De Amicis olasz író, publicista (* 1846)
- 1913
  - Lengyel Béla vegyész, akadémikus, egyetemi tanár (* 1844)
  - Ábrányi Kornél magyar író, újságíró (* 1849)
- 1930 – Silvio Gesell német-argentin kereskedő, pénzelméleti szakember és a Freiwirtschaft-elmélet megalkotója (* 1862)
- 1938 – Konsztantyin Fjodorovics Cselpan szovjet gépészmérnök, a V–2 dízelmotor főkonstruktőre (* 1899)
- 1950 – Kallós Ede magyar szobrászművész (* 1866)
- 1951 – Zsupánek János magyarországi szlovén költő (* 1861)
- 1955 – Sir Alexander Fleming Nobel-díjas skót orvos, bakteriológus, a penicillin felfedezője (* 1881)
- 1957 – Richard Evelyn Byrd amerikai repülőtiszt, sarkkutató, felfedező (* 1888)
- 1963 – Jean-Marie Bastien-Thiry francia alezredes, a De Gaulle elnök elleni merénylet szervezője (* 1927)
- 1970 – Erle Stanley Gardner brit krimiíró, Perry Mason figurájának megalkotója (* 1889)
- 1973 – Vlagyimir Fjodorovics Vavilov orosz gitár- és lantművész, zeneszerző (* 1925)
- 1975 – Várkonyi Nándor magyar író, szerkesztő, könyvtáros, kultúrtörténész (* 1896)
- 1977 – Alberto Rodriguez Larreta argentin autóversenyző (* 1934)
- 1989 – Ács Ágnes magyar zongoraművész, dalszerző, énekesnő (dizőz) (* 1918)
- 1992 – Norm Hall amerikai autóversenyző (* 1926)
- 1995 – Dick Fraizer amerikai autóversenyző (* 1918)
- 1998 – Banga Ilona Kossuth-díjas magyar biokémikus (* 1906)
- 2006
  - Gyulai István atléta, sportriporter, a Nemzetközi Amatőr Atlétikai Szövetség (IAAF) főtitkára (* 1943)
  - Szlobodan Milosevics Jugoszlávia volt szövetségi elnöke (* 1941)
  - Jesús Miguel Rollán spanyol vízilabdázó, olimpiai és világbajnok (* 1968)
- 2009 – Bacsó Péter Kossuth-díjas filmrendező (* 1928)
- 2012
  - Csongrádi Mária Jászai Mari-díjas magyar színházi rendező, színésznő, író. (* 1926)
  - Hável László magyar színész (* 1937)
- 2013 – Bódi László (Cipő) magyar énekes, zenész, a Republic együttes frontembere (* 1965)
- 2017 – Kovács András Kossuth- és kétszeres Balázs Béla-díjas magyar filmrendező (* 1925)
- 2018 – Siegfried Rauch német színész (* 1932)
- 2020 – Chrudinák Alajos magyar újságíró, televíziós (* 1937)
- 2025 – Bényi Ildikó magyar műsorvezető, bemondónő (* 1970)

## Nemzeti ünnepek, emléknapok, világnapok
- 1990, Litván függetlenség napja (Lietuvos nepriklausomybę ės atkūrimo diena)